# Háttér Társaság
A Háttér Társaság (angolul: Háttér Society) a legjelentősebb magyarországi LMBT-szervezetek egyike, amely a jelenleg működő szervezetek közül a legrégebbi. Saját meghatározása szerint „egy olyan társadalomért dolgoz[nak], amelyben szexuális irányultsága vagy nemi identitása miatt senkit sem ér hátrány, ahol az LMBTQI közösség valamennyi tagja szabadon megélheti identitását, és felmerülő problémái megoldásához megfelelő segítséget kap.” Céljuk „az LMBTQI emberek egyenlőségének és jóllétének elősegítése (1) az LMBTQI emberek számára támogató szolgáltatások nyújtása; (2) az LMBTQI emberek tudatosságának és önszerveződésének segítése; (3) az LMBTQI emberek szükségleteit figyelembe vevő jogrendszer, közszolgáltatások és társadalmi hozzáállás kialakítása révén.”

## Története
1995. február 10-én alakult meg, eredetileg Háttér Baráti Társaság a Homoszexuálisokért néven. A „homoszexuális” szót 1997-ben váltotta fel a „meleg”, 2001 júniusától Háttér Társaság a Melegekért volt a neve. A jelenlegi nevét 2013 óta viseli a szervezet.
Célja eredetileg a meleg és leszbikus emberek, valamint a hozzátartozóik számára elérhető telefonos segélyvonal működtetése volt. A segélyvonal 1996 februárjában indult és a mai napig működik. 1997-ben kezdte meg működését a hazai LMBTQI életet dokumentáló archívum. Tevékenysége azóta számottevően kibővült, foglalkoznak jogi segítségnyújtással, HIV/AIDS megelőzéssel, kutatásokkal, képzésekkel, közösségi programok szervezésével, érdekérvényesítéssel.

## Tevékenysége
Tevékenysége a következő területekre terjed ki:
1. Támogató szolgáltatások: Minden nap 18-23 között telefonon, Skype-on és chaten elérhető Információs és Lelkisegély Szolgálatot; ingyenes, 10-12 alkalmas tanácsadó beszélgetést nyújtó Személyes Segítő Szolgálatot; jogi tanácsadást és képviseletet nyújtó Jogsegélyszolgálatot; napi 14 órában, telefonon elérhető HIV információs vonalat; szűrésre és gondozásra kísérést, illetve támogató beszélgetést nyújtó HIV Segítő Szolgálatot működtetnek.
2. Kutatások: Rendszeresen folytatnak kérdőíves, interjús illetve fókuszcsoportos kutatásokat az LMBTQI emberek helyzetének, tapasztalatainak, véleményének megismerésére, valamint az LMBTQI emberekkel kapcsolatba kerülő szakemberek és a szélesebb társadalom hozzáállásának jobb megértésére.
3. Dokumentáció: Archívum és Könyvtár programjuk dokumentálja Magyarország LMBTQI életét: gyűjti, rendszerezi és hozzáférhetővé a Magyarországon LMBTQI témában megjelent könyveket, sajtótermékeket, filmeket, tévés és rádiós műsorokat, valamint az LMBTQI civil szervezetek és kezdeményezések levéltári anyagát.
4. Képzések és tanácsadás: Írott útmutatók, képzések és tanácsadás révén segítik az LMBTQI emberekkel kapcsolatba kerülő szakemberek (pl. ügyvédek, rendőrök, tanárok, pszichológusok, szociális munkások és egészségügyi szakemberek) munkáját; érzékenyítő foglalkozásokat tartanak oktatási intézményekben és munkahelyeken is.
5. Tudatosságnövelés: Kiadványokkal és kampányokkal hívják fel a figyelmet az LMBTQI emberek jogi és társadalmi helyzetére. Az ő nevükhöz kapcsolódnak az alábbi kampányok: #töröljéka33ast, #acsaládazcsalád, #nemvagyegyedül, illetve egyik koordinátorai voltak az ún. "gyermekvédelmi" népszavazás kapcsán indult Érvénytelenül kampánynak.
6. Érdekérvényesítés: Rendszeresen véleményeznek jogszabályokat, illetve tesznek javaslatot új jogszabályok elfogadására; stratégiai pereskedés révén lépnek fel az emberi jogokat sértő, diszkriminatív jogszabályok ellen; illetve képviselik az LMBTQI emberei érdekeit különböző konzultációs fórumokon, így pl. a kormány által létrehozott Emberi Jogi Kerekasztalban, vagy a Fővárosi Önkormányzat által létrehozott Esélyteremtő Budapest Munkacsoportban.
7. Közösségi és kulturális események: 1997-ben az egyik kezdeményezői voltak az első budapesti melegfelvonulásnak, 2001-ben alapítói voltak a Budapest Pride-ot azóta is szervező Szivárvány Misszió Alapítványnak. 2013 óta egyik hazai koordinátorai az évente megrendezett LMBT Történeti Hónapnak. Rendszeres közösségi találkozókat szerveznek LMBTQI emberek szüleinek, szivárványcsaládosoknak, HIV-vel élőknek és chemszex használóknak.

25 éves működésük során több száz különböző kiadványt, kutatási jelentést, útmutatót, szórólapot tettek közzé, amelyek honlapjukról letölthetők.
Minden évben a Budapest Pride Fesztivál megnyitóján adják át az egyesület által alapított Háttér-díjat olyan személyek díjazására, akik sokat tettek a magyarországi LMBTQI közösségért.

## Szervezeti felépítése
A Háttér Társaság egyesületként működik, legfőbb döntéshozó szerve a tagok összessége által alkotott taggyűlés. Az egyesület irányító szerve a háromfős, öt évre választott választmány. Az operatív vezetését a háromfős, egy évre választott ügyvivői testület látja el, tagjai jelenleg Beda Balázs, Dudits Luca és Zsirka Hella. Az egyesület jogszabályoknak és az alapszabálynak megfelelő működését a háromfős felügyelőbizottság felügyeli. A 21 munkatársuk és 80 állandó önkéntesük között nem csak LMBTQI emberek, hanem támogató cisznemű és heteroszexuális emberek is dolgoznak.
Az egyesület állandó tevékenységei programokba és alprogramokba szerveződnek, amelyek munkáját az (al)programvezető koordinálja. Az (al)programok jelenleg: 
- Lelki Egészség Program:
  - Alprogram: Információs és Lelkisegély Szolgálat
  - Alprogram: Személyes Segítő Szolgálat
- Jogi Program:
  - Alprogram: Jogsegélyszolgálat
- HIV/AIDS Program:
  - Alprogram: HIV-vonal
  - Alprogram: HIV Segítő Szolgálat
- Archívum és Könyvtár:
  - Alprogram: LMBT Történeti Hónap

## Hazai és nemzetközi kapcsolatok
A Háttér Társaság a magyarországi LMBT+ civil szervezeteket tömörítő Magyar LMBT Szövetség egyik alapító tagja, valamint tagja a Civil AIDS Fórumnak, a Nonprofit Humán Szolgáltatók Országos Szövetségének. Az egyesület emellett tagja az európai LMBTI szervezeteket tömörítő nemzetközi ernyőszervezetnek, az ILGA Europe-nak, a HIV/AIDS területen működő szerveztek tömörítő AIDS Action Europe-nak és a Eurasian Coalition on Health, Rights, Gender and Sexual Diversity-nek, az európai LMBTIQ* családszervezeteket tömörőítő NELFA-nak, valamint az online gyűlöletbeszéd ellen küzdő civil szervezeteket összefogó INACH-nak.

## Díjak, elismerések
A Háttér Társaság egyik vezetője, Mocsonaki László 2006 novemberében miniszteri kitüntetést, Szociális Munkáért-díjat kapott a meleg (LMBT) közösség érdekében kifejtett, több mint egy évtizedes tevékenységéért, 2008 decemberében pedig Emberi Jogokért Emlékplakettet vehetett át az igazságügyi és rendészeti minisztertől.
2012 júniusában Eleni Tsakopoulos Kounalakis budapesti amerikai nagykövet „Aktív állampolgárságért” oklevéllel tüntette ki a civil szervezetet, az emberi jogok érvényesüléséért és a diszkrimináció ellen folytatott tevékenységéért.
2021-ben a Civil Díj közönségdíját  és a Legjobb kommunikációs kampány díját  nyerték el a Szivárványcsaládokért Alapítvánnyal közös A család az család kampányukért.
2023-ban a Legnagyobb hatású projekt kategóriában kaptak Civil Díjat az Amnesty International Magyarországgal közös Érvénytelen kérdésre érvénytelen válasz! népszavazási kampányukért.